# Monarchisches Prinzip
Das monarchische Prinzip bestimmt den Fürsten zum souveränen Träger der Staatsgewalt. Nach diesem Grundsatz liegt die alleinige und einheitliche Staatsgewalt in seiner Hand. Er kann sie durch eine Verfassung verbindlich beschränken. Diese wird dadurch jedoch nicht zur Grundlage. Der Monarch ist Herrscher nicht auf dem Boden der Verfassung, sondern vor der Verfassung. Stände und Volksvertretungen benötigen im Gegensatz dazu eine verfassungsrechtliche Handlungsbefugnis für jede politische Mitwirkung. Der Gegenbegriff ist das Prinzip der Volkssouveränität.
Die Macht des Königs wurde ursprünglich aus dem Gottesgnadentum hergeleitet. Als sich im Zuge der Aufklärung diese Begründung nicht mehr halten ließ, wurde das monarchische Prinzip als historisches Faktum, also gewohnheitsrechtlich, anerkannt. Teilweise wurde die königliche Macht auch als dessen Eigentum gesehen, das folglich nicht ohne weiteres entzogen werden konnte. Mit dem Fortschreiten des demokratischen Prinzips und des Parlamentarismus ging auch der Verfall des monarchischen Prinzips einher.

## Das Verhältnis zwischen Monarch und Verfassung
Die Verfassung ist nicht Grundlage der Herrschaftsgewalt des Monarchen, sondern nur deren Beschränkung. Damit ist der Monarch im Zweifel auch für alle Staatsgeschäfte zuständig (Lückentheorie), die Volksvertretung jedoch nur so weit, wie die Verfassung ihr eine ausdrückliche Handlungsbefugnis (Titel) einräumt. Der Monarch ist aber seinerseits auch nicht mehr von den Gesetzen losgelöst (absolut), sondern an die Verfassung gebunden. Diese kann auch nur im Wege der dort vorgeschriebenen Gesetzgebung geändert und nicht etwa durch Rückgängigmachung der einstigen Gewährung aufgehoben werden. Allerdings sahen sich die Monarchen nicht immer an diesen Weg gebunden: In Hannover hob König Ernst August im Jahr 1837 das Staatsgrundgesetz auf, woraufhin es zum Protest der Göttinger Sieben kam.

## Gesetzgebungsrecht
Nach Erlass einer Verfassung wurde die Staatsgewalt unter dem monarchischen Prinzip in der Regel dahingehend aufgeteilt, dass für die Gesetzgebung die Übereinstimmung von Monarch und Ständen nötig war; letztere waren somit kein vollwertiges Legislativparlament im heutigen Sinne. Demgegenüber konnte der König ohne Zustimmung der Stände niederrangige Rechtsnormen (Verordnungen) erlassen. Für den Eingriff in Freiheit oder Eigentum der Bürger war jedoch immer ein Gesetz nötig. Die Begriffe „Freiheit“ und „Eigentum“ erfuhren im Laufe des 19. Jahrhunderts eine stetige Ausweitung, sodass für immer mehr Eingriffe eine Zustimmung des Parlaments notwendig wurde. Im Übrigen beschränkten manche Monarchen auch ihre eigenen Rechte, indem sie für Materien, die sie an sich per Verordnung hätten regeln können, den Gesetzgebungsweg beschritten. Da eine spätere Verordnung vom Rang her unter diesem früheren Gesetz gestanden hätte, war damit eine Änderung der Rechtsnorm nur noch über ein neues Gesetz möglich.

## Budgetrecht
Als Eingriff in das Eigentum war insbesondere die Steuererhebung anzusehen. Im Übrigen war die Zustimmungspflicht der Stände zu neuen Steuern bereits seit dem Mittelalter als Gewohnheitsrecht anzusehen; diese Tradition nahm auch das monarchische Prinzip auf. Da es dem Parlament damit möglich war, die Staatsgeschäfte durch die Drohung mit Nichtbewilligung des Haushalts effektiv zu steuern, bildete sich das Budgetrecht bald als wichtigste „Waffe“ im Verhältnis zum Monarchen heraus. Dies zeigte sich insbesondere im preußischen Budgetkonflikt 1862–66.

## Ministerverantwortlichkeit
Allerdings blieb die Stellung des Königs stark: Regierung (vor allem Außenpolitik und Militär) und Verwaltung galten als alleinige Domänen des Monarchen. Dieser regierte durchaus noch in Person, wobei er sich jedoch in zunehmendem Maße von Ministern beraten ließ.
Mit Einführung der Ministerverantwortlichkeit, etwa um 1800 und danach, wurde eine Anordnung des Königs allerdings erst wirksam, wenn ein Minister sie gegengezeichnet hatte. Dadurch übernahm der Minister die Verantwortung. Was genau unter der Verantwortlichkeit zu verstehen war (gegenüber dem König? dem Parlament? dem Gesetz?), war das Ergebnis eines oft langwierigen Aushandlungsprozesses.

## Militärische Reservatrechte
Weder der Zustimmung des Parlaments noch der Gegenzeichnung der Minister bedurften hingegen militärische Fragen: Die sogenannte Kommandogewalt war ein extrakonstitutionelles Reservatrecht des Monarchen; sie stand außerhalb der Verfassung und war dementsprechend keinen Beschränkungen durch diese unterworfen. So wurde beispielsweise das preußische Heer nicht auf die Verfassung, sondern auf den König vereidigt. Soweit das Heer jedoch im Inneren eingesetzt werden sollte, mussten gesetzlich definierte Gefahrenlagen gegeben sein.

## Das monarchische Prinzip in deutschen Verfassungen
Titel II § 1 der bayerischen Verfassung von 1818 besagte: Der König ist Oberhaupt des Staats, vereinigt in sich alle Rechte der Staatsgewalt und übt sie unter den von ihm gegebenen, in der gegenwärtigen Verfassungsurkunde festgesetzten Bestimmungen aus.
In Artikel XIII der Deutschen Bundesakte aus dem Jahr 1815 war noch allgemein festgelegt worden: In allen Bundesstaaten wird eine landständische Verfassung stattfinden. Österreich und Preußen wollten eine Abkehr von der Volkssouveränität und eine Rückkehr zu altständischen Vertretungen vorschreiben. Dies ging jedoch aus Sicht der süddeutschen Monarchen in die falsche Richtung, da sie eine Machtvergrößerung des Adels zu Lasten des Königs befürchteten; der schließlich verabschiedete und ziemlich unverbindliche Artikel stellte daher einen Kompromiss dar. 
Die Wiener Schlussakte, ein weiteres Grundgesetz des Deutschen Bundes, stellte hingegen fünf Jahre später das monarchische Prinzip deutlicher in den Vordergrund: „Da der deutsche Bund, mit Ausnahme der freien Städte, aus souverainen Fürsten besteht, so muß dem hierdurch gegebenen Grundbegriffe zufolge die gesammte Staats-Gewalt in dem Oberhaupte des Staats vereinigt bleiben, und der Souverain kann durch die landständische Verfassung nur in der Ausübung bestimmter Rechte an die Mitwirkung der Stände gebunden werden.“ (Art. 57)
In der Reichsverfassung von 1871 fand sich das monarchische Prinzip nur noch stark eingeschränkt: Die Gesetzgebung lag bei Reichstag und Bundesrat; allerdings ernannte allein der Kaiser den Reichskanzler, den Regierungschef.